# Miss Universe 1978
Der Wettbewerb um die 27. Miss Universe mit 75 Teilnehmerinnen fand am 24. Juli 1978 im Acapulco, Mexiko statt.
| Land                  | Schreibweise bei Pageantopolis       | Schreibweise in der Heimatsprache | Teilnahme an weiteren Wettbewerben |
| --------------------- | ------------------------------------ | --------------------------------- | ---------------------------------- |
| Platzierungen         |                                      |                                   |                                    |
| 1. Südafrika          | Margaret Gardiner                    | Margaret Gardiner                 |                                    |
| 2. Vereinigte Staaten | Judi Andersen                        | Judi Andersen                     |                                    |
| 3. Spanien            | Guillermina Ruiz Domenech            | Guillermina Ruiz Domenech         |                                    |
| 4. Kolumbien          | Shirley Saenz Starnes                | Shirley Saenz Starnes             |                                    |
| 5. Schweden           | Cécilia Catharina Björnsdotter Rodhe | Cécilia Rodhe                     |                                    |
| Top 12                |                                      |                                   |                                    |
| Belgien               | Françoise Moens                      | Françoise Moens                   |                                    |
| Chile                 | Marianne Müller Prieto               | Marianne Müller Prieto            |                                    |
| Niederlande           | Karen Ingrid Gustafsson              | Karen Gustafsson                  |                                    |
| Irland                | Lorraine Bernadette Enriquez         | Lorraine Enriquez                 |                                    |
| Israel                | Dorit Jellinek                       | Dorit Jellinek                    |                                    |
| Mexiko                | Alba Margarita Cervera Lavat         | Alba Margarita Cervera Lavat      |                                    |
| Peru                  | Olga Zumaran Tapullima               | Olga Zumaran Tapullima            |                                    |

## Jury
- Ursula Andress
- Cantinflas
- Roberto Cavalli
- Miloš Forman
- Christiane Martel
- David Merrick
- Anna Moffo
- Line Renaud